# Природа (списание)
„Природа“ е първото научнопопулярно списание в България, издавано е в София от 1893 до 1915 и от 1921 до 1948 г.
То представлява „илюстрован журнал за наука, стопанство, лов и риболовство“, а от 1923 г. „Месечно илюстровано популярно научно списание“. От 1930 г. има и заглавие на френски език.

## Редакторски колектив
Основател и редактор на списанието е Георги Христович. От 1900 г. освен от него, се редактира и от Петър Бакалов, Стефан Консулов и Александър Радославов. След смъртта на Христович през 1926 г. редактор става синът му Константин Христович, към който от 1931 г. се присъединяват Димитър Йоакимов и Тодор Моров. Сътрудници на списанието са Асен Златаров, Петър Бичев, Никола Стоянов, Никола Арнаудов, Наум Николов, Васил Радев, Порфирий Бахметиев, Иван Буреш и Методий Попов. След 1930 г. в редакцията на списанието се появява разцепление, породено от недоразумения, в резултат на което започва да излиза списание „Природа и наука“.

## Отпечатване
През годините списанието се отпечатва в няколко печатници – „Придворна на Бр. Прошекови“, „Ив. Г. Говедаров“, печатница на „Либералний клуб“, „Янко С. Ковачев“, „Ст. Атанасов“, „К. Г. Чинков“, „П. М. Базайтов“, „Хр. Г. Данов“, „Т. Пеев“, „Витоша“, „Просвещение“, „С. М. Стайков“, „Франклин“, „Художник“, „Графика“, „Гр. Ив. Гавазов“, „Полиграфия“ и „Д. Провадалиев“.